# Lazare Isidor
Lazare Isidor (né le 13 juillet 1813, Lixheim, Lorraine et mort le 16 septembre 1888, Montmorency) est grand-rabbin de France de 1867 à sa mort.
Il joue un rôle important dans l'intégration de la communauté juive à la société civile française, d'une part en mettant en œuvre une nouvelle traduction de la Bible en français, qui allait devenir la Bible du Rabbinat, et d'autre part en obtenant, avec l'aide d'Adolphe Crémieux, l'abolition du serment More judaico.

## Biographie
Né à Lixheim, alors dans le département de la Meurthe, Lazare Isidor appartenait à une dynastie de rabbins qui remontait au XVe siècle, en Alsace, et dont l'une des figures les plus connues était son arrière-grand-père Naphtali Hirsch Katzenellenbogen.
En 1829, Lazare Isidor entra à l'École rabbinique de Metz, qui devint peu après l'École centrale rabbinique de France. Il fut nommé en 1837 rabbin de Phalsbourg, poste qu'il occupa durant dix ans. En 1839, il s'opposa au serment More judaico, pratique discriminatoire qui obligeait les Juifs à prêter serment dans une synagogue lorsqu'ils devaient être entendus devant un tribunal, ou dans des positions humiliantes. L'un de ces serments devant être prêté dans sa synagogue, le rabbin Isidor en refusa l'entrée, ce en quoi il enfreignait la loi. Il subit alors un procès qui lui valut la célébrité. L'avocat Adolphe Crémieux assura sa défense et obtint gain de cause. À la suite de ce procès, le décret instituant le serment More judaico, dernière mesure vexatoire à l'encontre des Juifs de France, fut annulé par un arrêt de la Cour de cassation.
Devenu grand-rabbin de Paris dès l'âge de 33 ans, en 1847, Lazare Isidor fut élu vingt ans plus tard grand-rabbin de France, à la suite de Salomon Ulmann (1806-1865). Très populaire, il sut préserver la cohésion de la communauté tout en s'opposant au courant réformateur. Ce maintien de l'unité communautaire en une période de transformation apparaît comme un élément essentiel pour l'historien François Delpech, qui souligne l'« attitude conciliante » du grand-rabbin Marchand Ennery et indique : « Ses successeurs immédiats, Salomon Ulmann de 1853 à 1865, Lazare Isidor de 1866 à 1888 et Zadoc Kahn de 1889 à 1905, furent également choisis pour leur largeur d'esprit. D'une manière générale les principaux postes rabbiniques furent désormais réservés à des hommes réputés assez ouverts pour ne pas faire obstacle aux adaptations jugées nécessaires. »
À partir de 1876, le grand-rabbin Isidor décida de faire retraduire intégralement la Bible en français, dans une version accessible à tous, et mit en place les méthodes de travail pour ce projet. Les traducteurs collaboreraient gratuitement, supervisés par un comité composé par lui-même et par le grand-rabbin Isaac Léon Trenel, assistés de Zadoc Kahn, alors grand-rabbin de Paris – poste où il avait succédé à Lazare Isidor – et futur grand-rabbin de France – poste où il succéda également à Lazare Isidor.
Il est inhumé au cimetière du Père-Lachaise (7e division),, à Paris.

## Distinctions
- Nommé chevalier de la Légion d'honneur, en août 1859, puis promu officier, le 12 mars 1878[4].